# Puder za lice
Puder za lice je vrsta kozmetike, koja se nanosi prstima, četkicama ili kistovima na kožu da bi se prekrila neujednačenost boje kože ili pokoje izražene nepravilnosti kao što su akne.
Većina žena kupuje samo po jednu boju pudera, ali iskusne žene imaju po dvije nijanse. Jednu svjetliju od vlastitog tena, a drugu tamniju pa se miješanjem te dvije nijanse može savršeno pogoditi boja kože i time smanjiti dojam "žbuke" na licu. Također, problem samo jedne nijanse je i što koža kroz godišnja doba mijenja boju.

## Konturiranje
Ponekad se koristi dodatna tamnija i svjetlija nijansa pudera kako bi naglasila crte lica. Naprimjer, čeljust, ključne kosti ili jednostavno stvaranje dojma užeg nosa i slično.

## Rok trajanja
Treba paziti na rok trajanja. 